# Hípies (mestre de Fídies)
Hípies o Hípias (en llatí Hippias, en grec antic Ἱππίας fou un escultor grec de certa importància, famós especialment perquè va ser, segons Dió Crisòstom, el mestre de Fídies. (Orat. IV. vol. 2. p. 282, ed. Reiske).